# Lispe antennata
Lispe antennata este o specie de muște din genul Lispe, familia Muscidae. A fost descrisă pentru prima dată de Aldrich în anul 1913. Conform Catalogue of Life specia Lispe antennata nu are subspecii cunoscute.